# Marge dret d'Ucraïna

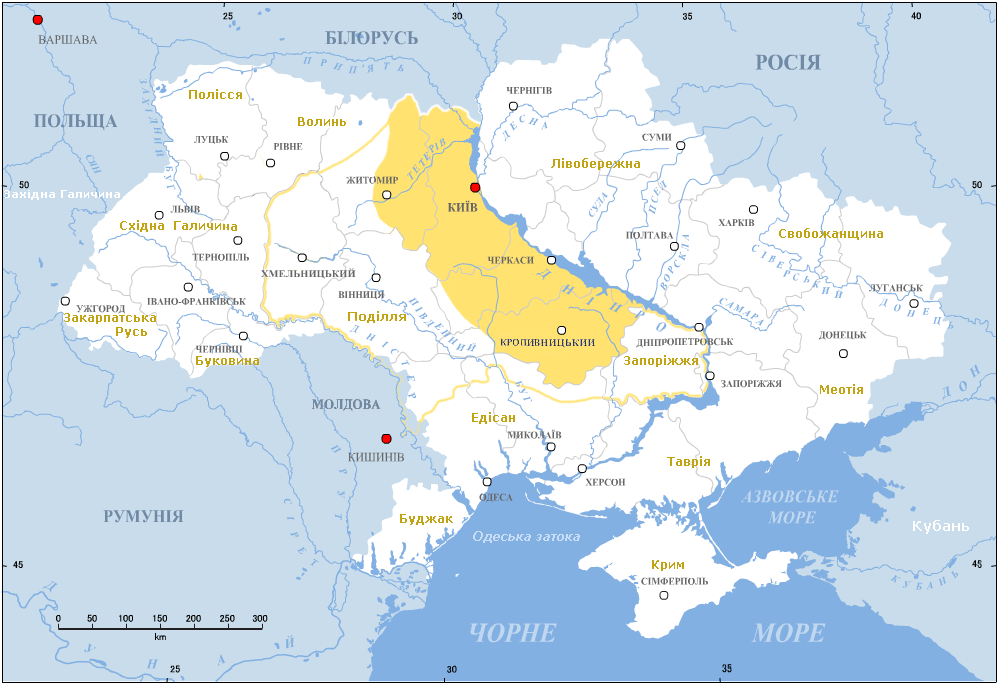
Marge dret d'Ucraïna (groc).

El Marge dret d'Ucraïna (ucraïnès: Правобережна Україна Pravoberejna Ukrayina; rus: Правобережная Украина Pravoberejnaya Ukraina; polonès Ukraina Prawobrzeżna), és el nom històric que rep el marge dret (Oest) del riu Dniéper, corresponent a les actuals Óblast de Volínia, Rivne, Vínnitsia, Jitòmir, Kirovohrad i Kíiv, així com parts de l'óblast de Txerkassi i de l'Óblast de Ternòpil.
El 1667 pel Tractat d'Andrússovo, el Marge esquerre d'Ucraïna s'incorpora a Moscòvia, mentre que el Marge dret d'Ucraïna (excepte la ciutat de Kíev) roman com a part de la Confederació de Polònia i Lituània. Cinc anys després, el 1672, Podíl·lia va ser ocupada per l'Imperi Otomà, mentre que Kíev i Bratslav cauen en sota el control de l'ataman Petrò Doroixenko fins i tot 1681, quan també són capturades pels turcs. Després de la victòria cristiana en la Batalla de Viena del 1683, pel Tractat de Karlowitz tornen aquests territoris a les mans de la Confederació de Polònia i Lituània. Durant el segle xviii van tenir lloc dues revoltes dels cosasc. El 1793 el marge dret d'Ucraïna finalment va ser annexat per l'Imperi Rus, amb la Segona Partició de Polònia, i passà a formar part de la gubèrnia de Petita Rússia.